# Полум'ягасник

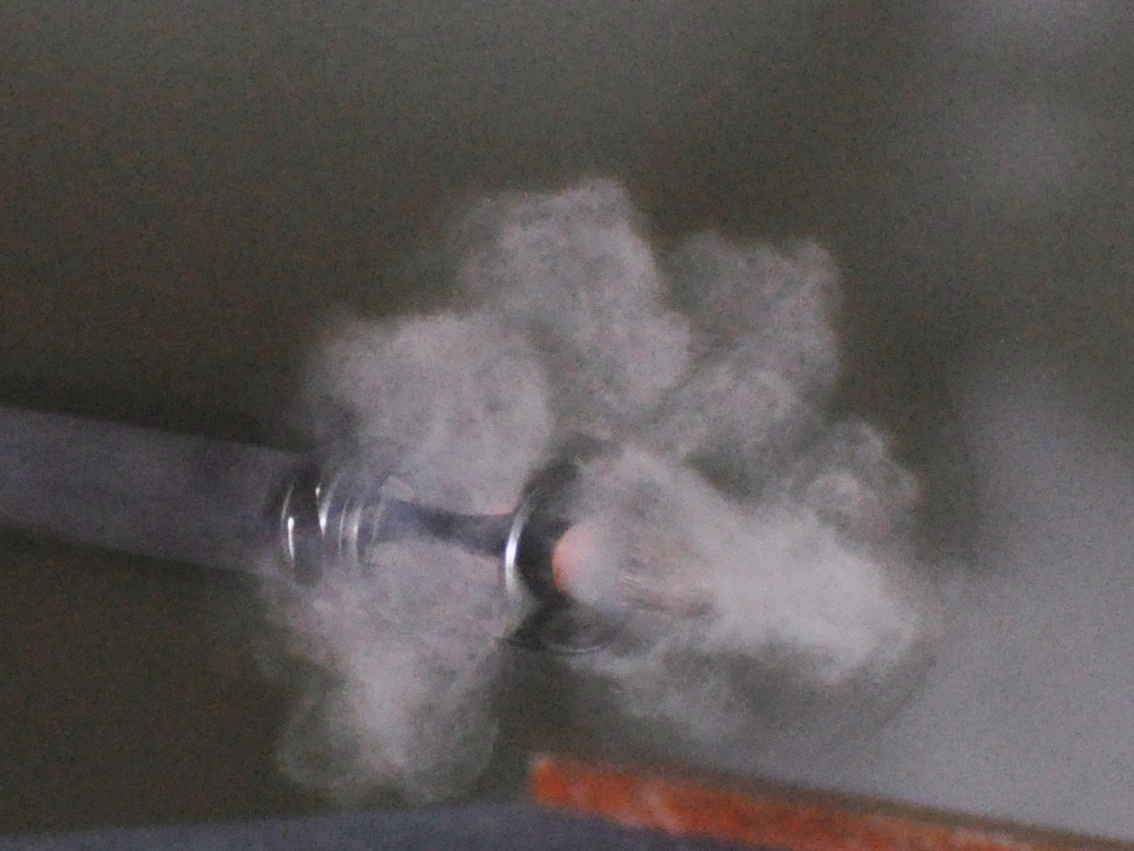
Світлина розсіювання порохових газів з полум'ягасника самозарядної гвинтівки AR-15, знята за допомогою надчуттєвої фотоапаратури. США

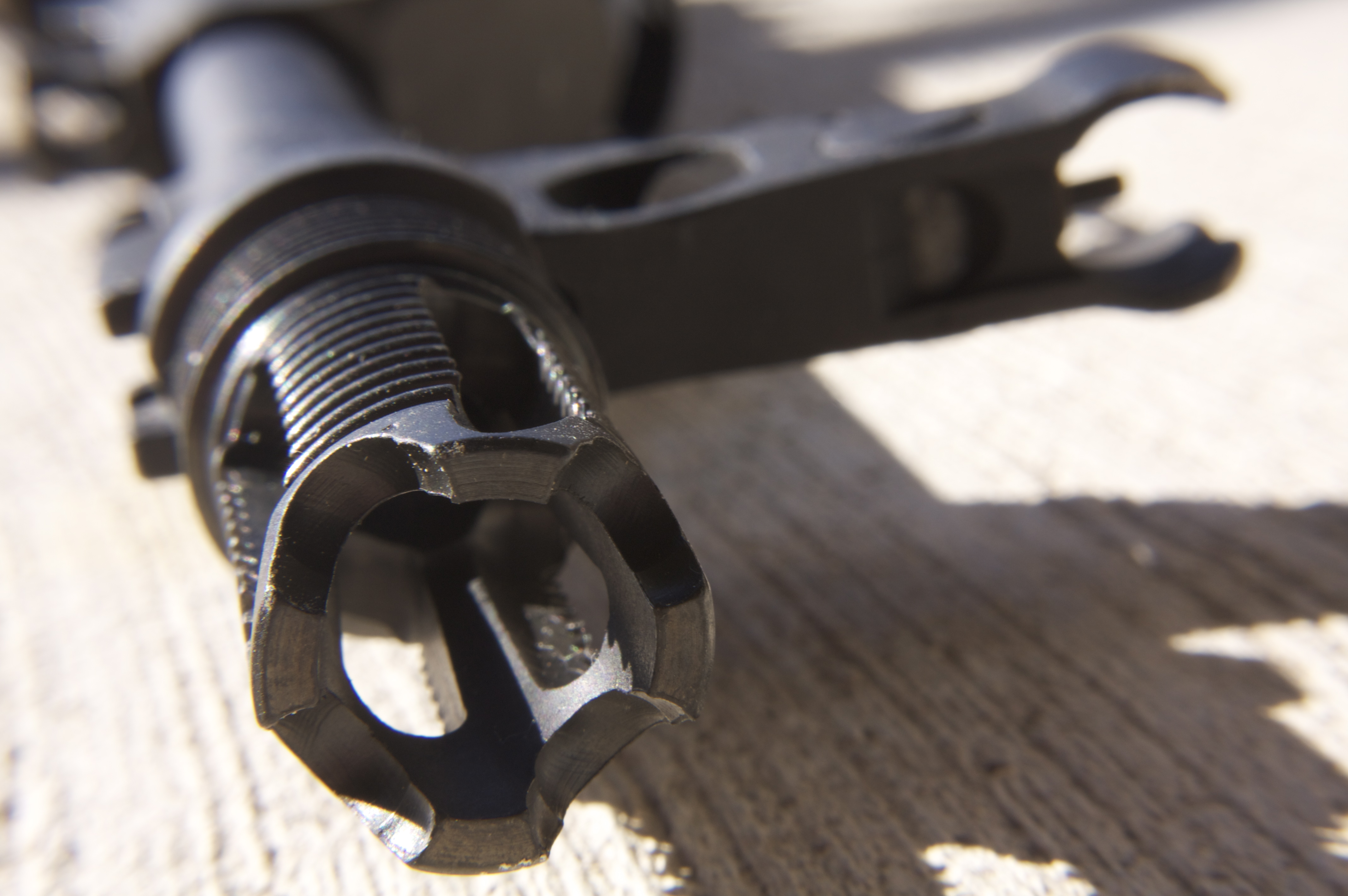
Нарізний полум'ягасник автоматичної гвинтівки Zastava M70. Югославія

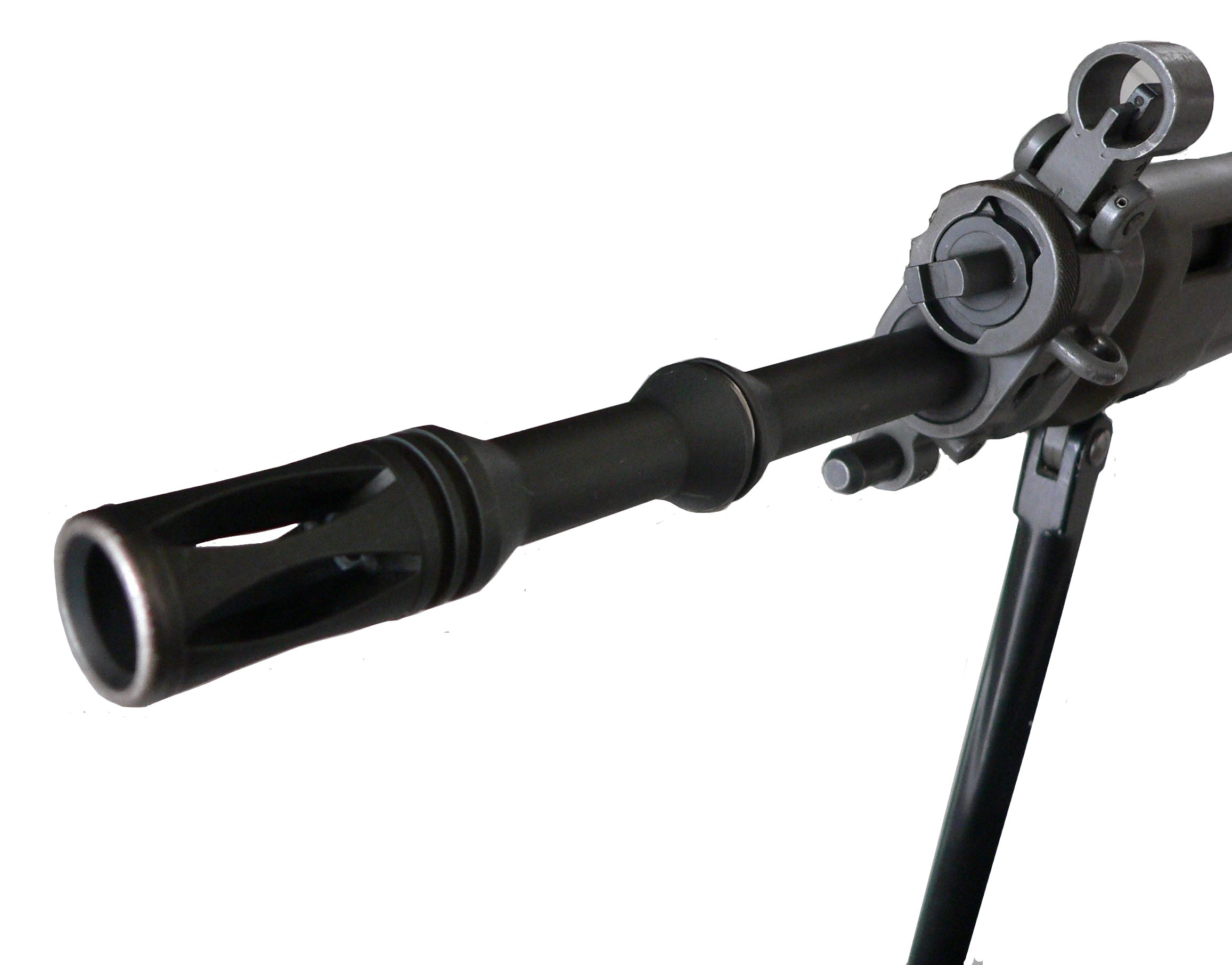
Стандартний шпаруватий полум'ягасник штурмової гвинтівки SIG SG 550. Швейцарія

Полум'яга́сник — деталь вогнепальної зброї, виконана з металу, що служить для зменшення спалаху дульного полум'я при пострілі та відповідно зменшення візуальної видимості пострілу шляхом розсіяння газів вгору і убік, уникаючи підйому пилу. Водночас виключає засліплення стрільця дульним полум'ям і підвищує його маскувальні спроможності. Полум'ягасник сприяє поступовому розширенню порохових газів і направляє їх одним або декількома потоками й до того ж має деякий компенсуючий ефект.
На відміну від дулового гальма, полум'ягасник не грає роль пристрою-компенсатору й не призначений для зменшення сили відбою при пострілі з вогнепальної зброї за рахунок використання частини кінетичної енергії газів, що рухаються за кулею (снарядом).
Полум'ягасники існують, як скорочені, так і стандартні. Найбільш простою формою полум'ягаснику є конічний розтруб на кінці збройового ствола. Складніші — шпаруваті або багатовіконні, що розбивають полум'я на кілька струменів і в багатьох випадках напрямні його в сторони від прицільної лінії. За цією схемою сконструйована більшість сучасних полум'ягасників. Крім того, така схема дозволяє об'єднати полум'ягасник з компенсатором і дульним гальмом в єдиний дуловий пристрій. На низці зарубіжних автоматичних гвинтівок такий пристрій використовується також для метання гвинтівкових гранат.